# VB-5
VB-5 – amerykańska bomba kierowana z okresu II wojny światowej. Nie produkowana seryjnie.
W marcu 1945 roku rozpoczęto produkcję nowej bomby VB-3 Razon. Podobnie wykorzystywała ona jako ładunek bojowy bombę burzącą AN-M65 wagomiaru 1000 funtów. Do bomby w miejscu klasycznego statecznika przymocowany był kontener z aparaturą elektroniczną do którego przymocowane były dwa stateczniki skrzynkowy. Na krawędziach spływu tylnego statecznika znajdowały się stery. Kontener z elektroniką mieścił dwukanałową aparaturę kierowania radiokomendowego dzięki czemu możliwa była korekcja zarówno kierunku jak i odległości. Odmianą tej bomby była VB-5 która wyposażono w telewizyjną głowicę samonaprowadzającą bombę na cel. Próby wykazały, że poziom ówczesnej technologii nie pozwala na skonstruowanie głowicy potrafiącej skutecznie wyodrębnić obraz celu z otoczenia. Z tego powodu prace nad bomba VB-5 przerwano.